# Таганрог
Таганрог (рус. Таганро́г) је град у Русији, у Ростовској области. Таганрог је лучки град на југу европског дела Русије. Налази се на обали Азовског мора у заливу који чини ушће реке Дон, на око 80 километара од Ростова на Дону. Према попису становништва из 2010. у граду је живело 257.692 становника.

## Историја
Ова лука је била колонија италијанске републике Пиза, основана у 13. веку. Одавде се извозило пшенично жито за израду пасте у Италији.
Таганрог је био прва база руске војне морнарице. Тврђаву Таганрог званично је основао Петар Велики 22. септембра 1698.
Таганрог је познат као место где је рођен и младост провео Антон Павлович Чехов. Чехов је помињао свој родни град у многим приповеткама.
Данас је Таганрог економски, културни и туристички центар јужне Русије.

## Становништво
Према прелиминарним подацима са пописа, у граду је 2010. живело 257.692 становника, 24.255 (8,60%) мање него 2002.
| 1939.   | 1959.   | 1970.   | 1979.   | 1989.   | 2002.   | 2010.   |
| ------- | ------- | ------- | ------- | ------- | ------- | ------- |
| 188.781 | 202.062 | 254.154 | 276.444 | 291.622 | 281.947 | 257.681 |

## Партнерски градови
- Баденвајлер
- Лиденшајд
- Червен Брјаг
- Маријупољ
- Одеса
- Ђининг
- Пинск
- Харцизк
- Антрацит